# Koreański język migowy
Koreański język migowy (Hangul: 한국 수화 언어; Hancha: 韓國手話言語) – język migowy, którym posługują się głusi w Korei Południowej.

## Początki
Za początki powstawania tego języka uznaje się rok 1889 r. Prace normalizacyjne rozpoczęły się dopiero w 2000 r. Pierwsza szkoła dla osób niesłyszących w Korei powstała 1 kwietnia 1913 roku w Seulu.

## Podobieństwo
Język migowy rozwinął pewne cechy wspólne z gramatyką japońskiego języka migowego (JSL) podczas japońskiego panowania. Język uważany jest za część rodziny japońskiego języka migowego.

## Użytkownicy
Według południowokoreańskiego Ministerstwa Zdrowia i Opieki Społecznej pod koniec 2014 r. w Korei Południowej było 252 779 osób z zaburzeniami słuchu oraz 18 275 osób z zaburzeniami mowy.

## Status urzędowy
Koreańskie prawo dotyczące języka migowego, które zostało przyjęte 3 lutego 2016 r. ustanowiło koreański język migowy jako język urzędowy dla osób niesłyszących w Korei Południowej, na równi z koreańskim. Prawo stanowi również, że rządy krajowe i lokalne są zobowiązane do świadczenia usług tłumaczeniowych w koreańskim języku migowym dla osób niesłyszących, które tego potrzebują.